# Deutsches Zeitungsportal
Das Deutsche Zeitungsportal ist ein kostenfreies Online-Archiv der Deutschen Digitalen Bibliothek mit deutschen und teilweise auch ausländischen Zeitungen aus mehreren Jahrhunderten. Es wurde im Oktober 2021 gestartet, umfasste bei seiner Einrichtung Zeitungen zwischen 1671 und 1950 und wird fortlaufend ausgebaut. Die Deutsche Forschungsgemeinschaft fördert den Aufbau des Zeitungsportals.

## Inhalt und Funktion
Historische Zeitungen von 1671 bis 1994 können über das Online-Portal: DDB: Newspaper ohne individuelle Anmeldung eingesehen werden. Das älteste Zeitungsexemplar ist der am 26. Dezember 1671 erschienene Il corriere ordinario, das jüngste ist Der Motor : Zeitung der Dieselmotorenwerk Rostock GmbH vom 1. Februar 1994. Gestartet wurde 2021 mit knapp 4,5 Millionen Zeitungsseiten. Im Juli 2025 waren es bereits mehr als 25 Millionen Seiten. Langfristig soll das Portal alle digitalisierten historischen Zeitungen öffentlich zugängig machen, die in deutschen Kultur- und Wissenseinrichtungen aufbewahrt werden.
Das Angebot hat eine Suchfunktion, die es dem Nutzer ermöglicht, Zeitungen über Titel, Verbreitungsort und Erscheinungsdatum zu finden und nach verschiedenen Kriterien zu sortieren. Mit Stichwörtern kann nach Zeitungen oder in Zeitungen, einzelnen Ausgaben oder Seiten gesucht werden. Die Suchergebnisse lassen sich nach Erscheinungszeitraum oder Ort, Sprache, Bibliothek filtern.
Ganze Ausgaben oder einzelne Seiten sind als Download verfügbar. Angezeigt wird der Originaltext als Faksimile und in einem Extrafenster das Ergebnis der automatisierten Texterkennung, die auch Basis für die Suchfunktion ist. Alle Ansichten können stufenlos vergrößert oder verkleinert werden und der Leser kann unter Beachtung der Lizenzrechte Kopien nehmen.

## Erschlossene Zeitungen (Auswahl)
Inzwischen (Stand Juli 2025) stellt das Deutsche Zeitungsportal mehr als 1900 Zeitungstitel bereit, und es kommen ständig neue dazu.
Die folgende Auswahl listet daher nur ein paar exemplarische Titel auf.

### Titel mit deutschlandweiter Verbreitung
- Deutscher Reichsanzeiger

### Fremdsprachliche Titel
- Gazette de Cologne
- La semaine, journal de la ville et du Cercle de Malmédy
- The Cologne Post

### Lokalzeitungen und Regionalzeitungen
- Aachener Wahrheits-Freund
- Badische Neueste Nachrichten[4]
- Berliner Tageblatt und Handels-Zeitung
- Berliner Volksblatt
- Dresdner Journal
- Erzgebirgischer Volksfreund
- Hallische Zeitung[1]
- General-Anzeiger (Bonn)

### Unsortierte Beispiele
- Anzeiger für Stadt und Land
- Blätter für Scherz und Ernst[1]
- Das andere Deutschland
- Der Dampfwagen
- Der Führer[1], Gesamtausgabe, Kreisausgaben
- Der Volksfreund
- Deutsche allgemeine Zeitung
- Die Frauenzeitung – Das Organ für die höheren weiblichen Interessen[1]
- Die Gleichheit
- Eisenbahn-Zeitung[1]
- Hakenkreuzbanner[1]
- Il corriere ordinario (Der gewöhnliche Korrespondent), zwischen 1671 und dem Ende des 18. Jhd. bisher ohne andere Zeitung im Archiv enthalten
- Leipziger Jüdische Wochenschau[1]
- Nachrichten für Stadt und Land
- Pariser Tageblatt
- Radlerin und Radler
- Sächsische Arbeiter-Zeitung
- Shanghai Jewish chronicle[4] (Zeitraum 1939 bis 1945)
- Sozialdemokrat
- The Jewish Voice of the Far East[1] (1945, 1946)
- Vorwärts (1891 bis 1933)